# Centropogon isabellinus
Centropogon isabellinus là loài thực vật có hoa trong họ Hoa chuông. Loài này được E. Wimm. mô tả khoa học đầu tiên năm 1924.